# Odynerus parvilamellatus
Odynerus parvilamellatus är en stekelart som beskrevs av Giordani Soika. Odynerus parvilamellatus ingår i släktet lergetingar, och familjen Eumenidae. Inga underarter finns listade i Catalogue of Life.